# Tejocote
Tejocote är en ort i Mexiko.   Den ligger i kommunen La Perla och delstaten Veracruz, i den sydöstra delen av landet, 210 km öster om huvudstaden Mexico City. Tejocote ligger 1 905 meter över havet och antalet invånare är 481.
Terrängen runt Tejocote är bergig västerut, men österut är den kuperad. Runt Tejocote är det ganska tätbefolkat, med 155 invånare per kvadratkilometer. Närmaste större samhälle är Orizaba, 12,3 km söder om Tejocote. I omgivningarna runt Tejocote växer huvudsakligen savannskog.